# MÁV 315 sorozat
A MÁV 315 sorozat egy magyar 1'C1'-h2t tengelyelrendezésű szertartályos gőzmozdonytípus, melyet 1929–1931 között alakítottak át a 342 sorozatból. Összesen 18 db ilyen mozdony készült.

## Története a második világháború végéig
Az 1920-as évek végén igény merült fel arra, hogy a MÁV 342 sorozatú mozdonyait nagyobb szén- és vízkészlettel lássák el, ami nagyobb távolságú fordulókat tesz lehetővé. Ezért a sorozatból 18 mozdonyt épített át a Istvántelki Főműhelye 1929 és 1931 között.
Az átalakításra a következő pályaszámú mozdonyokat jelölték ki: 342,042; 064; 066; 070; 092; 125; 143; 145; 153; 162; 175; 191; 195; 247; 910; 919; 927 és 938.
Az átépítés következtében megnőtt a mozdony tengelyterhelése és mivel az új érték meghaladta a 14,42 tonnát, a mozdonyt új sorozatszámmal kellett ellátni, amely a 315 lett. A pályaszámcsoportot a MÁV által 1926. január 1-jétől bevezetni tervezett, de végül is a korábban beszerzett mozdonyok átszámozására nem alkalmazott szisztéma szerint jelölték ki: a Brotan-kazános iker-túlhevítős mozdonyok az eredeti pályaszámuk növekvő sorrendjében a 315,801–818 pályaszámokat kapták. A mozdonyok közül 6 db a Budapest-Keleti, 12 db a Budapest-Északi fűtőházhoz került.
A mozdonyok futásteljesítménye – tekintettel arra, hogy kizárólag elővárosi forgalomban közlekedtek – nem érte el a 342 sorozatét: az 1930-as évek közepén havonta átlagosan 2368 km-t futottak. A 315-ösöket a MÁV többi korszerű mozdonyához hasonlóan a hatásfok javítására Friedmann–Metcalfe-rendszerű LF osztályú X/8., majd X/10. számú fáradtgőz-lövettyűvel látta el, melyet a bal oldali frissgőz-lövettyű helyére szerelték fel. A típus mozdonyait tolattyús kazánlefúvató-váltóval és Süss–Friedmann-rendszerű FSA-jelű hidegkenő-szivattyúval is ellátták. A Duna–Száva–Adria Vasút mozdonyain alkalmazott kivitelt átvéve 1934-től a dugattyúkra a jóval olcsóbb és kevesebb karbantartást igénylő D.S.A.-rendszerű öntöttvas tömítések kerültek. Tekintettel arra, hogy szénszereléskor a vezetőállások hátsó szélvédője gyakran betörött, ezért védőrácsot szereltek rájuk.
A 315-ösök közül 1943-ban 3 db a Budapest-Északi, 4 db a Budapest-Déli, 4 db Érsekújvár, 4 db a Kisilva és 3 db a Szabadka állomás fűtőházhoz tartozott. A tapasztalatok szerint a mozdonyok a második világháború éveiben 100 elegytonna-kilométerenként 9,5–9,7 kg szenet és 5,46 gramm meleg-, illetve 16,88 gramm hidegkenő-olajat fogyasztottak.

## A második világháború végén
A harcok befejezése és az országhatárok 1945. júniusi „megszilárdulása” után a 315 sorozatú mozdonyok közül 12 db maradt csak az újra hivatalossá vált trianoni határok között. Ezek közül 
- 1 db működőképes volt,
- 3 db javítás alatt állt,
- 8 mozdony javítatlanul félre volt állítva.

Ez utóbbiak közül három mozdony „roncs”, azaz erősen sérült, hiányos állapotú volt, de a többiről is hiányoztak kisebb armatúrák, sőt akár komolyabb gépelemek is.
Négy 315-ösre a Vörös Hadsereg „T–CCCP” hadizsákmány-jele (T=трофейный, azaz zsákmány) került.
Az 1947-ben megkötött magyar-szovjet járműegyezmény nyomán a területi revíziók előtt is magyar tulajdonban volt járművekről a „T”-jelet eltávolíthatták.

### A „restitúció”
Már 1945-ben megkezdődtek az egyes országok között kisebb járműcserék, mely az idegen eredetű mozdonyok korábbi (alapvetően a háború és a repartíciók előtti) tulajdonosa részére történő visszaszolgáltatást jelentette. Az egyes országok között, a háború alatt összekeveredett járműpark rendezéséről, „restitúciójáról” született megállapodások nyomán 1950 márciusában között egy 315-ös tért haza.

## Az ötvenes évektől a selejtezésig
1951-ben 6 db mozdony Budapest-Északi honállomású volt.
A mozdonyok állagrendezése az 1950-es évek első felében is folytatódott. A PKP-től 1952 novemberében egy üzemképtelen, lefosztott 315-ös került még haza.
A mozdony újrafelosztásának befejezése után tehát a MÁV-nak 14 db 327 sorozatú mozdonya maradt. A mozdonyok az ötvenes években továbbra is a budapesti igazgatóság területén szolgált. A mozdonyok selejtezése 1966-ban kezdődött:
- 1966-ban 1 db,
- 1967-ben 5 db,
- 1968-ban 1 db,
- 1969-ben 3 db mozdony töröltek az állagból. Ebben az évben 1-1 db mozdony Berente, Kisterenye, Miskolc, Püspökladány és Sátoraljaújhely honállomású volt.
- 1970-ben 2 db, míg
- 1972-ben szintén 2 db mozdony került a selejtezőbizottságok elé.

## Műszaki leírás
A mozdony szerkezete a magasított széntartály kivételével megegyezett a 342 sorozat szerkezetével, így megmaradtak az egyes gyártási sorozatok kazánjai közti különbségek is. A vízkészlet növelésénél elegendő volt az eredeti víztartály teljes térfogatának igénybevétele (a 9,61 m³ össztérfogatú víztartályokat a 342 sorozatnál éppen a tengelyterhelési korlát túllépésének elkerülésére 8,0 m³-ig tölthették csak meg). Feladatuk főleg elővárosi személy- és tehervonatok továbbítása volt. A megengedett vonatterheléseik szintén azonosak voltak a 342 sorozatéval.